# Lasioglossum danicorum
Lasioglossum danicorum är en biart som först beskrevs av Cockerell 1909.  Lasioglossum danicorum ingår i släktet smalbin, och familjen vägbin. Inga underarter finns listade i Catalogue of Life.